# Клан Хэй

Герб вождей клана Хэй

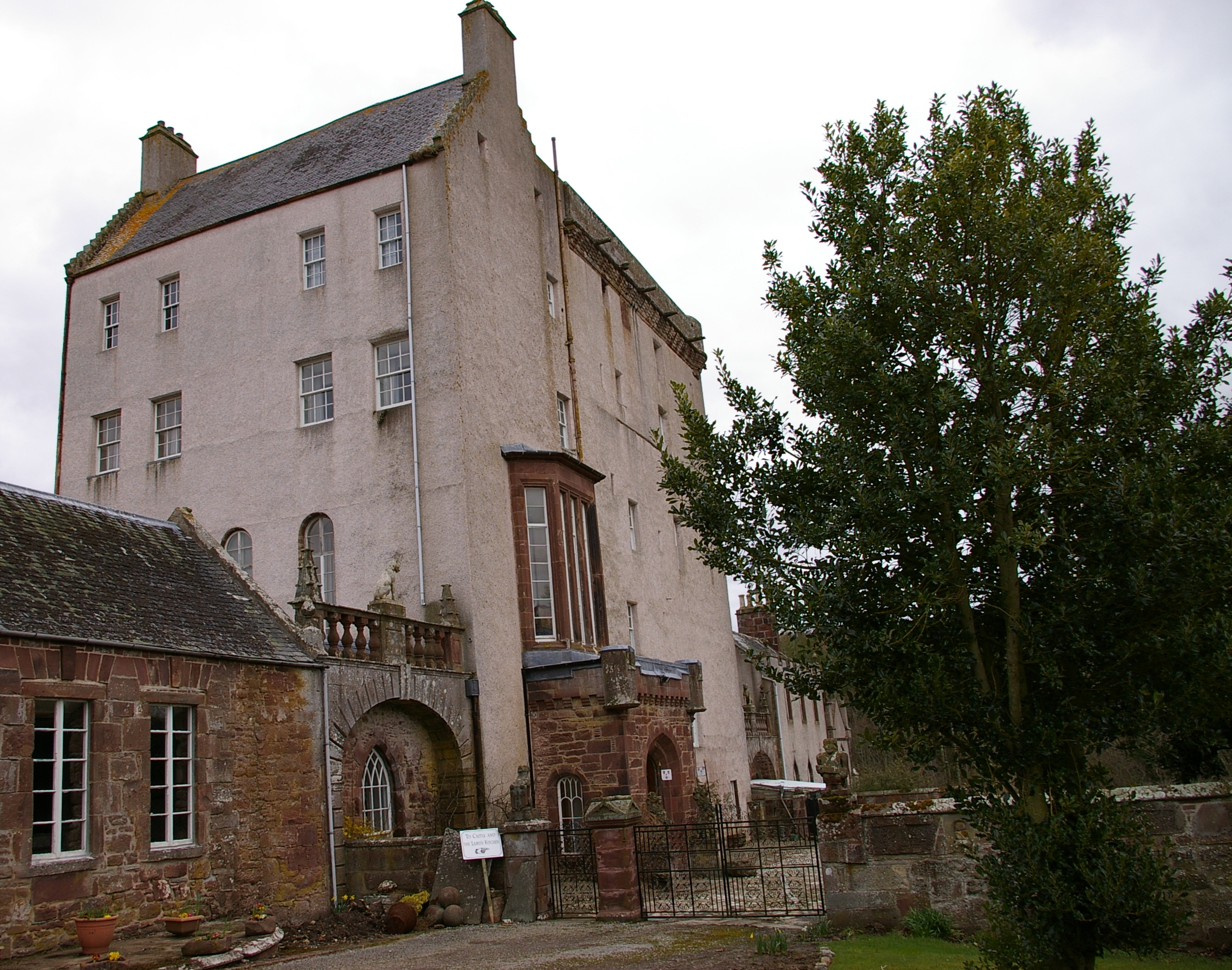
Замок Делгати, 2006 год

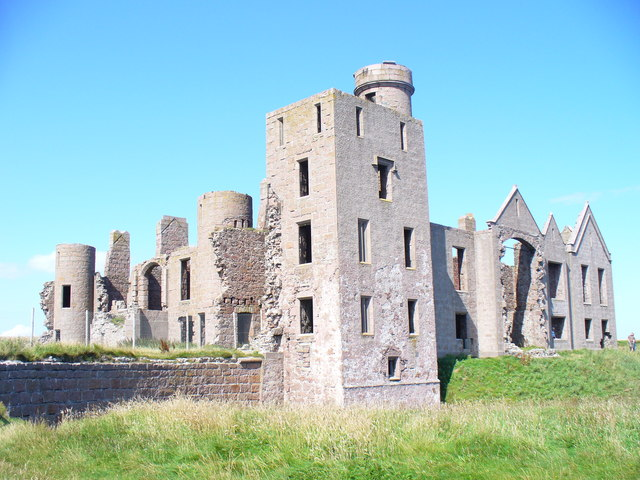
Руины замка Слэйнс

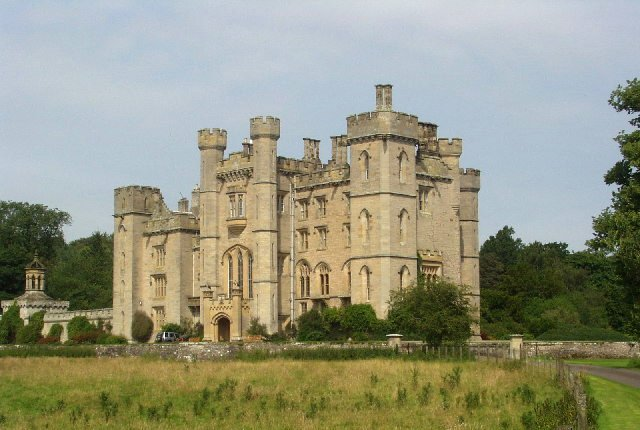
Замок Дунс

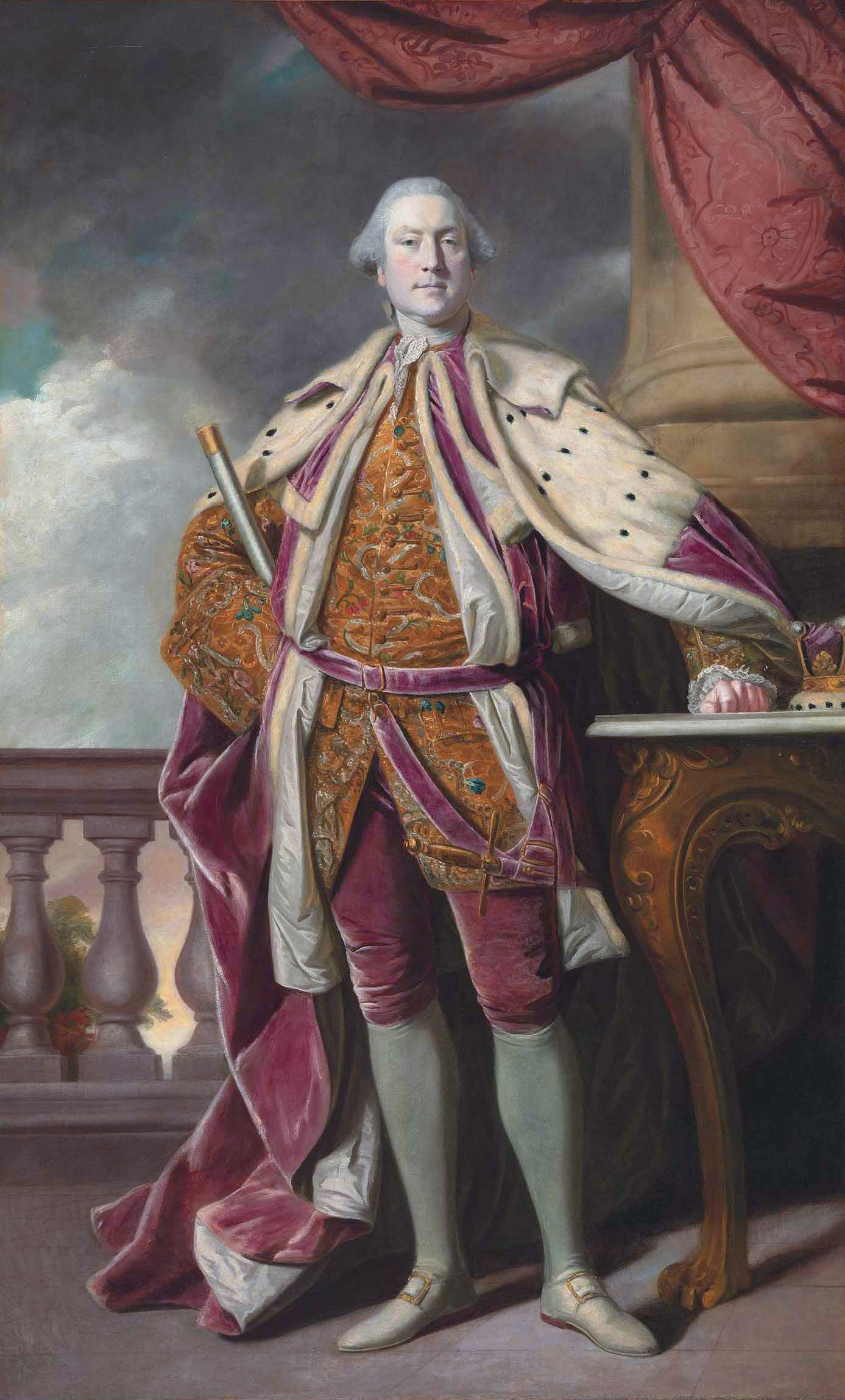
Джеймс Хэй, 15-й граф Эррол (1726—1778)

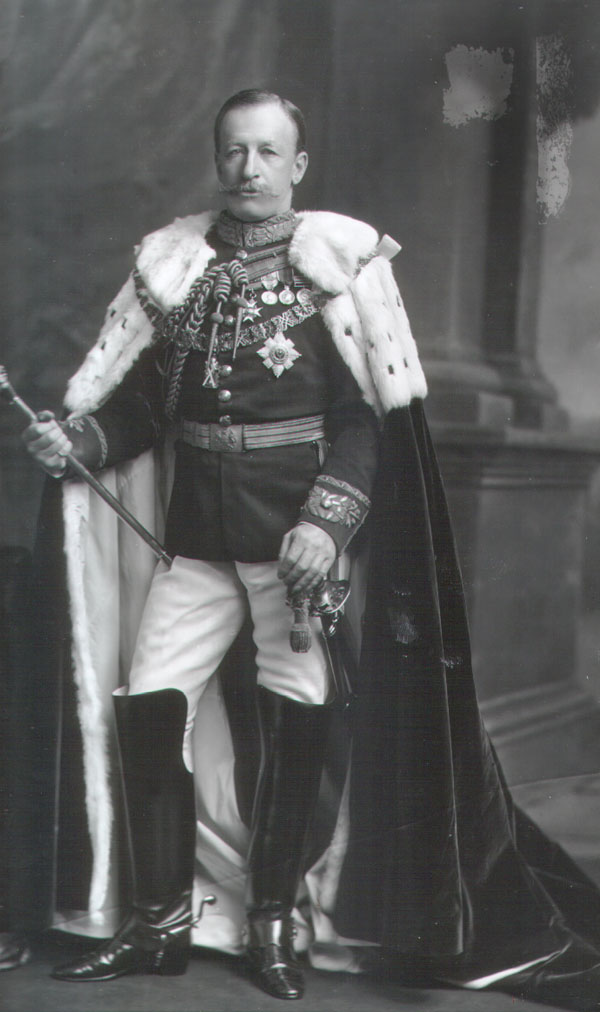
Чарльз Гор Хэй, 20-й граф Эррол (1852—1927), 1902 год

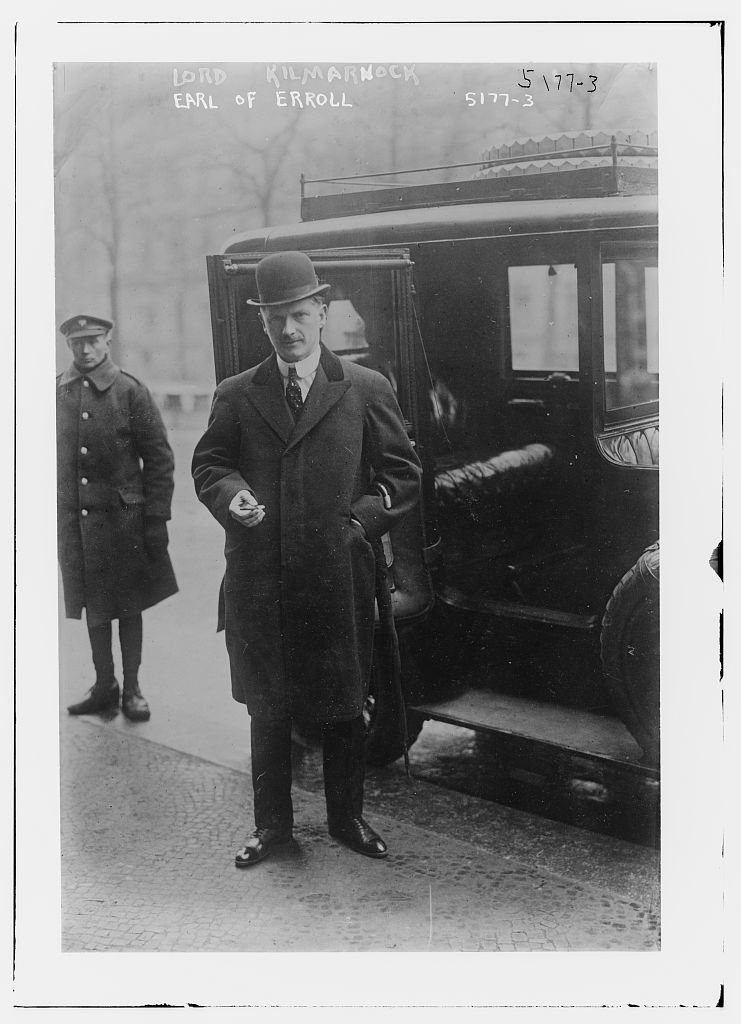
Виктор Хэй, 21-й граф Эррол (1876—1928), 1920 год

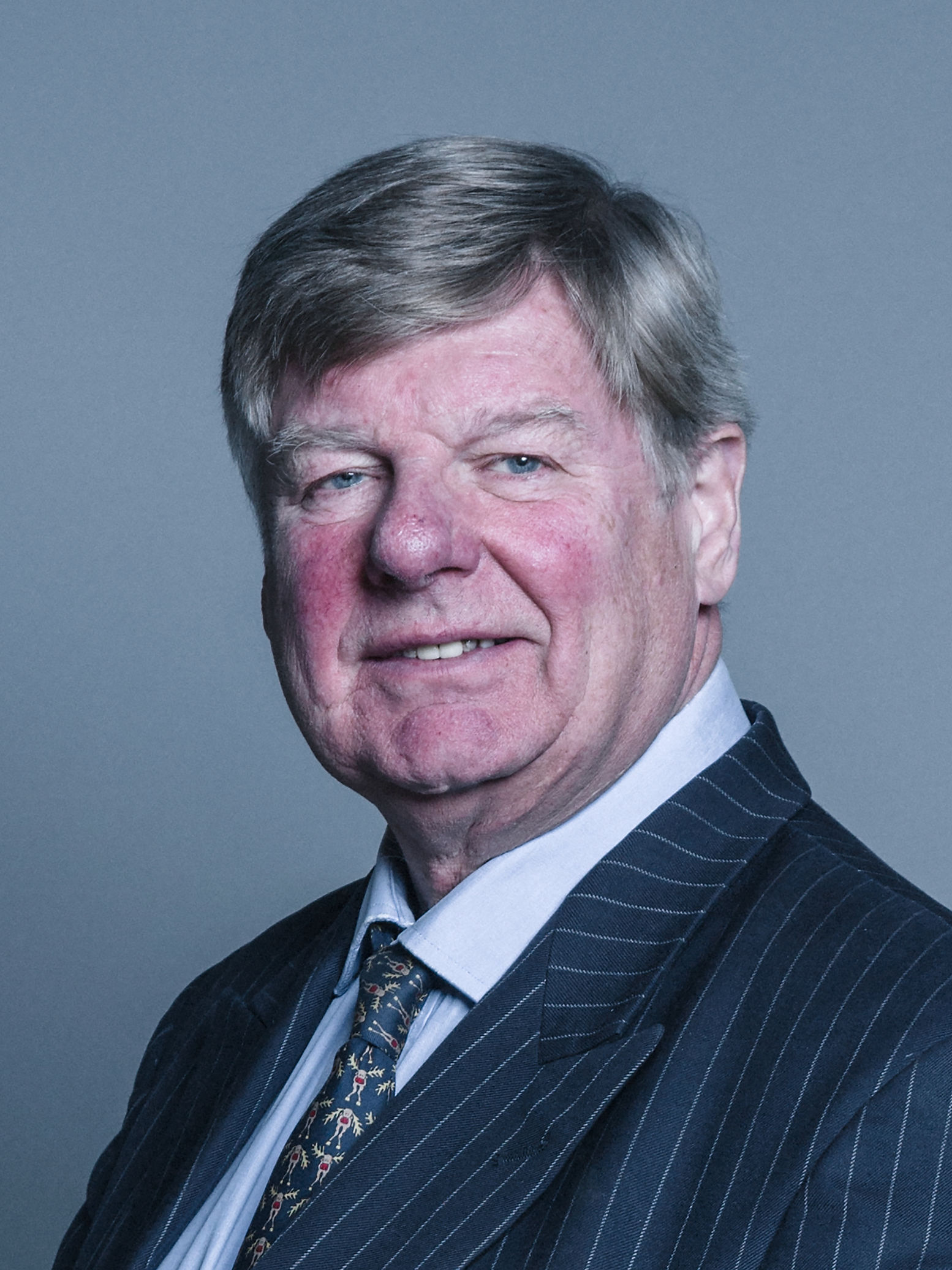
Мерлин Серелд Виктор Гилберт Хэй, 24-й граф Эррол, лорд Хэй, лорд Слэйнс, баронет из Монкриффа с 1978 года

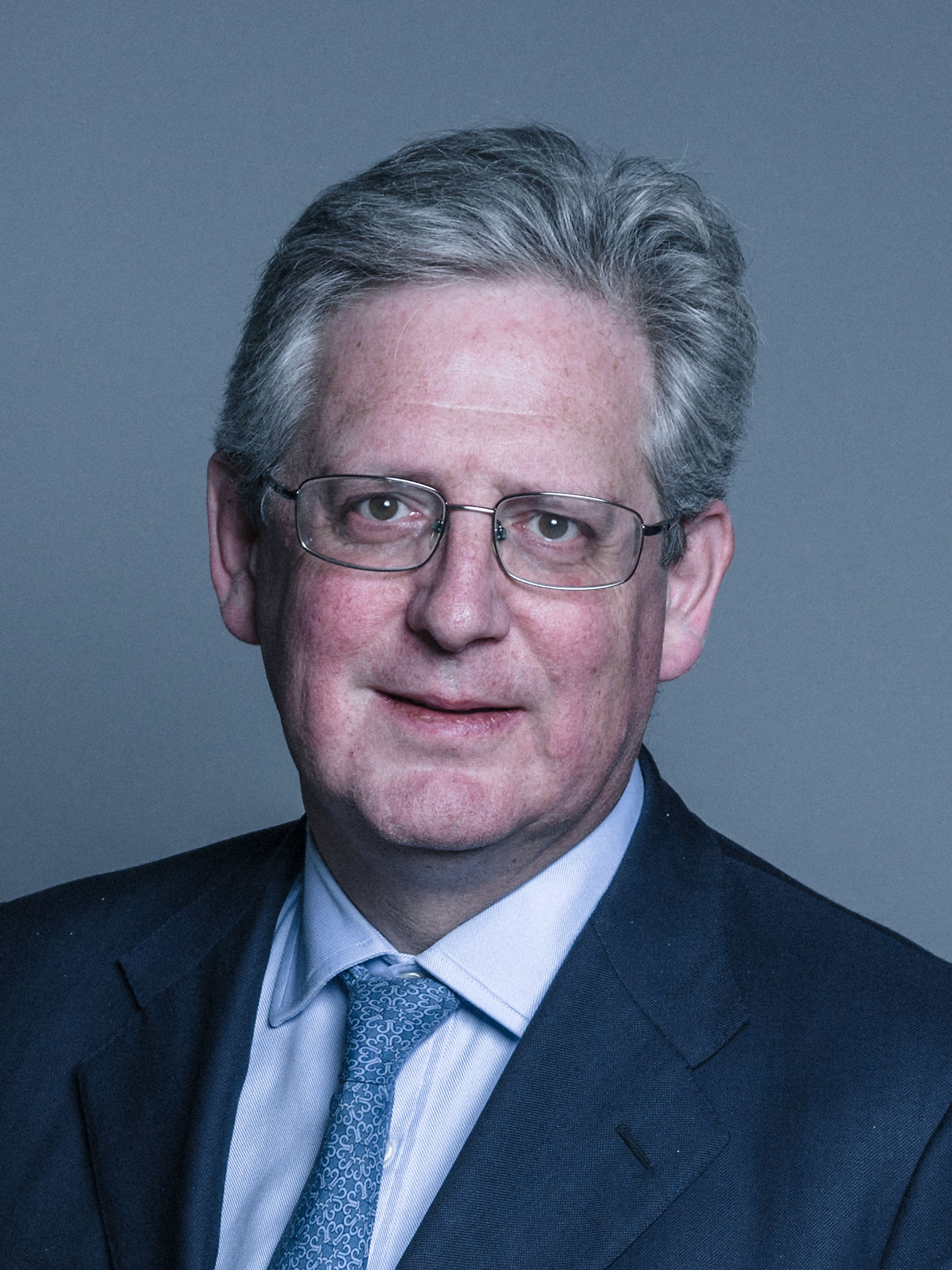
Чарльз Хэй, 16-й граф Кинньюл с 2013 года

Клан Хэй (скотс Clan Hay, гэльск. Clann MacGaraidh) — один из кланов равнинной части Шотландии — Лоуленда. Клан в свое время сыграл очень важную роль в политике и истории Шотландии. Сейчас люди клана Хей рассеяны по миру и живут в разных странах и на разных материках. Исторически клан Хэй жил и владел землями в Абердиншире, Банффшире, Морее, Нэрншире — это было сердце страны Хэй. Кроме того, люди клана Хей издавна жили в Пертшире (особенно вокруг Перта), в Шотландском Приграничье и на Шетландских островах.
- Лозунг клана: Serva jugum (лат.) — «Держи ярмо» (Keep the yoke)
- Боевой клич клана: A Hay! A Hay! — Эй! Эй!
- Символы клана: омела белая, сокол
- Вождь клана: Достопочтенный Мерлин Серелд Виктор Гилберт Хэй (шотл. — Merlin Sereld Hay) — 24-й граф Эрролл, лорд Слэйнс, лорд Хэй, баронет из Монкриффа, наследственный Лорд Верховный Констебль Шотландии
- Историческая резиденция вождя клана: Замок Слэйнс (шотл. — Slains Castle)
- Современная резиденция вождя клана: Вудбери-Холл (шотл. — Woodbury Hall)[2].

## История клана Хэй

### Происхождение названия клана Хэй
Название клана Хэй происходит от названия местности Ла Эй (фр. — La Haye) на полуострове Котантен в Нормандии, где расположено несколько поселков. Название Ла Хэй происходит от древних слов haia, hedge, что означает «частокол». Название превратилась в английском варианте на название Хэй, а в гэльском варианте названия Харайд, Хара или Харай.

### Легенда о Лункарте
Есть две основные версии происхождения клана Хэй. Первая версия называется еще «Легенда о Лункарте». Для клана Хэй эта легенда является важной и воспринимается ими как истина. Гектор Бойс (гэльск. — Hector Boece) — шотландский философ и историк, записал первый известный нам вариант легенды о Лункарте в своем труде «История Шотландии» — «Scotorium Historia», которая была опубликована в 1525 году, а второе издание осуществлено в 1575 году. Есть многочисленные версии легенды, основанные на работах Гектора Бека, включающие различные литературные фантазии. Шотландский историк и гуманист Джордж Бьюкенен в своей работе «История королевства Шотландия» — «Rerum Scoticarum Historia», которая была опубликована в 1582 году, приводит эту легенду, опуская некоторые поэтические детали. В 2010 году Саттон опубликовал гипертекстовое издание на латинском и английском языке — переиздал книгу Гектора Бойса 1575 года, обеспечив, таким образом, доступ к исходной легенде о возникновении клана Хэй.
Согласно традиции и легенды о Лункарте, происхождения благородного клана Хэй связано с битвой, которая произошла во времена правления короля Шотландии Кеннета III в 980 году. В то время армия датчан-викингов напала на Шотландию. Шотландская армия встретилась с ними в битве при Лункарте, недалеко от Перта. Шотландцы были разбиты превосходящими силами датчан-викингов и начали преследовать отступающих. Один крестьянин — шотландец и двое его сыновей, которые как раз были родом из этих мест, стояли в узком ущелье между горами, куда направлялись остатки шотландской армии и их преследователи. Тогда крестьянин закричал шотландцам: «Что лучше — быть уничтоженным беспощадными врагами во время бегства, или умереть с честью за свободу своей земли? Разворачивайтесь и идите сражаться с врагом!» И сам схватил лемех и закричал, что подмога уже близко. Викинги подумали, что они попали в засаду, и что здесь стоит новая армия шотландцев и побежали в беспорядке. Шотландцы, таким образом, победили, страна была спасена от порабощения. Крестьянин, которого звали Хэй, был доставлен в тогдашнюю столицу Шотландии в Сконе и представлен королю. И король наградил его титулом и землями на реке Тей у Гоури. Размеры земель определил сокол, который слетел с руки человека, и сделал круг над землей. Эту землю назвали потом Эррол. Король наградил крестьянина и его потомков шляхетским титулом и гербом — серебряным с тремя красными метками — в память о крестьянине и двух его сыновей — три щиты, которые защитили Шотландию.
Достоверность легенды неоднократно отрицалась историками. Шотландский историк Джон Хилл Бертон писал, что эта история о битве при Лункарте является выдумкой самого Гектора Бойса. Но на самом деле Бертон был неправ. Дело в том, что легенда о Лункарте упоминается в исторических источниках задолго до Гектора Бойса. Так, в 1440 году Уолтер Бауэр писал в своей книге «История Шотландии» — «Scotorum Historia», что во время битвы при Лункарте скандинавы со своим королем были полностью разбиты. И в этом он опирался на древние источники и летописи, которые были известны ему, но которые не дошли до нашего времени.
То, что битва состоялась на самом деле, а не была легендой, свидетельствуют и другие источники. В частности работы преподобного Монкриффа, опубликованные в 1791 году. Он провел раскопки в тех местах, где, согласно легенде, состоялась битва, и раскопал курганы с многочисленными захоронениями воинов, остатками оружия, уздечек. Хотя эти раскопки не проводили профессиональные археологи, и точная дата битвы так и осталась не определена. Монкрифф писал про сильную традицию среди местных жителей — местные жители рассказывали о битве так подробно, будто она состоялась вчера. О том, что здесь когда-то состоялась кровопролитная битва свидетельствует и название прихода Редгортон, что означает «Красные поля» (от крови). Согласно преданий датчане-викинги были разбиты под холмом Тернагейн-Хиллок (шотл. — Turnagain Hillock).
Существует расхождение относительно даты битвы и короля, правившего тогда Шотландией. Называют дату 980 год и короля Кеннета III, но он правил в 997—1005 годах. Кеннет II правил в 971—995 годах.
Джеймс Бальфур Пол пишет, что в 980 году в Шотландии не было традиции гербов вождей кланов, а также что фамилии и клана Хэй не было в Шотландии до прихода нормандцев.

### Уильям де Хэй
Одним из вождей клана Хэй был нормандский рыцарь Де Ла Хэйя (де Хэй). Есть сведения о Уильяма II де Хэе и его жену Эву из Питмилли. Уильям II де Хэй был сыном Уильяма I де Хэя и его жены Юлианы де Соулис — сестры Ранульфа I де Соулиса. Он был первым вождем клана Хэй, о котором имеются достоверные исторические документы с 1160 года. О нем известно, что он был виночерпием при дворе королей Шотландии Малкольма IV и Вильгельма Льва. Он получил титул 1-го барона Эррола от короля Вильгельма I. Уильяма II де Хэя умер после 1201 года и ему унаследовал его сын Дэвид.

### Нормандские корни клана Хэй
Истоки клана Хэй из Эррола были исследованы Вагнером (шотл. — Wagner) в 1954 году. Он представил доказательства на основе разных источников и на основе геральдики, что вожди клана Хэй является потомками нормандских рыцарей Де Ла Хэй или Де Ла Гу с полуострова Котантена в Нормандии. Об этом также свидетельствуют королевские грамоты, предоставленные Дэвиду де Хэю — сыну Уильяма II де Хэя в 1230 году. Этой грамотой король подтверждал право графов Эррол владеть гербом — серебряным щитом с тремя красными щитами. Этот герб не имеет никакого сходства с гербом года Де Ла Хэй с Англии, но этот герб такой же, что использовал Жан Де Ла Гай-Гу (фр. — Jean de La Haye-Hue) из Нормандии в 1368—1375 годах.
Род вождей клана Хэй прослеживается в Шотландии с XII века со времен правления короля Уильяма II. Вагнер писал, что вожди клана Хэй связанны с нормандской семьей Соулис — с Ранульфом I де Соулисом. Сейчас этот род называется Лай Хэй-Беллефонд (фр. — La Haye-Bellefond) и живет в долине реке Суль (фр. — Soules). Именно Соулис редко встречается в Англии, чаще Хэй, оба имени найдены в записях XIII века в замке Дувр.

### Наследники Уильяма II де Хэя
Дэвид де Хэй был женат на Хелене — дочерью Гилберта или Гилл Бригте (Gille Brigte) — графа Стратерна. Они имели детей:
- Гилберт — наследник Дэвида де Хэя и титула граф Эррол. Он был предком септа Нобл, которая прервалась в 1717 году. Его потомки — нынешние графы Эррол.
- Уильям — получил от своего брата земли в графстве Эррол в 1235 году, называются Лейс. Право владеть этими землями подтвердил потомкам Уильяма в 1451 году граф Эдмунд Хэй. Этот септ изменил свое название на Хэй-Бальфур Лейс. Они владели землями в графстве Пертшир и Рандерстоном в Файфе. Джон Берк писал, что ветка Хэй-Балфур Лейс являются потомками по мужской линии благородной семьи Хэй.
- Дэвид — стал священником в Эрроле.

Гилберт был шерифом Перта, прежде чем в 1262 году стал регентом короля Александра III. Он женился Идонее, дочери Уильяма Комина, графа Бьюкена. У них был сын Николас Хэй.

### XIV век — война за независимость Шотландии
Сыном Гилберта де Хэя был Николас де Хэй Эррол. Он стал шерифом Перта в 1288 году. 12 июля 1296 года он присягнул на верность королю Англии Эдуарду I Плантагенету — как и большинство вождей шотландских кланов и подписал «Рагманские свитки». Он был вызван Эдуардом I на заседание парламента Шотландии в 1303 году. Он имел четырех сыновей:
- Гилберт де Хэй
- Николас де Хэй — настоятель в Фоссовее, декан в Данкельде
- Джон де Хэй — настоятель в Эрроле
- Хью де Хэй — один из сподвижников Роберта Брюса, борца за независимость Шотландии. Хотя это же Хью де Хэя присягнул на верность королю Англии Эдуарду I Плантагенету в 1296 году.

Гилберт де Хэй из Эррола присягнул на верность королю Англии в 1296 году, однако в 1306 году он присоединился к повстанцам во время войны за независимость Шотландии и воевал за свободу на протяжении всей войны. Гилберт де Хэй принимал участие в битве при Бэннокбёрне в 1314 году. Король Англии Эдуард I официально объявил Гилберта де Хэя предателем, а король свободной Шотландии Роберт Брюс наградил его землями Слэйнс в Абердиншире и титулом констебля королевства Шотландия. Гилберт де ла Хэй был одним из тех, кто разрабатывал и подписал Арбротскую декларацию в 1320 году.

### XVI век — англо-шотландские войны
Во время англо-шотландских войн клан понес большие потери во время сражения при Флоддене в 1513 году. Среди известных людей клана Хэй был сэр Гилберт Хэй — шотландский рыцарь, который сражался в армии Жанны де Арк во время Столетней войны.
После Реформации и победы протестантизма в Шотландии клан Хэй остался верен католицизму, был союзником католической королевы Шотландии Марии Стюарт, которая назначила вождя клана Хэй — Джорджа Хэя, 7-го графа Эррола, лорд-лейтенантом центральной Шотландии. Фрэнсис Хэй, 9-й граф Эррол, был вовлечен в заговор против королевы Англии Елизаветы І Тюдор. После разоблачения заговора и поражения Непобедимой Армады он уехал в изгнание. Замок Слэйнс был разрушен по приказу короля Шотландии и остается в руинах до сих пор.

### XVII век — гражданская война на Британских островах
Во время Гражданской войны на Британских островах Джеймс Хэй поддержал роялистов и повел свое войско против ковенантеров, участвовал в битве при Абердине в 1644 году, в которой роялисты одержали победу. Сэр Уильям Хэй из Делгати воевал в армии роялистов Джеймса Грэма, 1-го маркиза Монтроза, был начальником штаба его армии, воевал за короля Англии Карла I Стюарта. Потом он попал в плен, был брошен в тюрьму и казнен в 1650 году. После Реставрации монархии ему устроили торжественные государственные похороны — перезахоронили как героя в 1660 году.

### XVII век — восстание якобитов
После подписания Акта об унии с Англией в 1707 году клан Хэй откровенно симпатизировал якобитам. Клан Хэй остался верным династии Стюартов и поддержал первое восстание якобитов в 1715 году и второе восстание якобитов 1745 года. Чарльз Хэй, 13-й граф Эррол, был награжден орденом Чертополоха — получил эту награду от Джеймса Фрэнсиса Эдварда Стюарта (старого претендента). Ему наследовала его сестра Мэри, что использовала руины замка Слэйнс как место встречи повстанцев и лично призвала клан Хэй бороться за свободу Шотландии и за короля Карла Эдуарда Стюарта.
После поражения восстания клан Хэй был лояльным к британскому правительству и немало людей клана Хэй приложили немало усилий к расширению Британской империи.

## Вожди клана Хэй

### Септ Хэй из Эррола
- Уильям Хэй (? — 1462) — вождь с 1449 года, 1-й барон Хэй из Эррола, с 1453 года — 1-й граф Эррол.
- Николас Хэй (? — 1470) — вождь клана с 1462 года, 2-й граф Эррол
- Уильям Хэй (? — 1507) — вождь клана с 1470 года, 3-й граф Эррол
- Уильям Хэй (? — 1513) — вождь клана с 1507 года, 4-й граф Эррол
- Уильям Хэй (? — 1541) — вождь клана с 1513 года, 5-й граф Эррол
- Уильям Хэй (1521—1541) — вождь клана с 1541 года, 6-й граф Эррол
- Джордж Хэй (? — 1573) — вождь клана с 1541 года, 7-й граф Эррол
- Эндрю Хэй (? — 1585) — вождь клана с 1573 года, 8-й граф Эррол.
- Фрэнсис Хэй (30 апреля 1564 года — 16 июня 1631 года) — вождь клана с 1585 года, 9-й граф Эррол
- Уильям Хэй (? — 1636) — вождь клана с 1631 года, 10-й граф Эррол
- Гилберт Хэй (? — 1675) — вождь клана с 1636 года, 11-й граф Эррол
- Джон Хэй (? — 1704) — вождь клана с 1675 года, 12-й граф Эррол
- Чарльз Хэй (? — 1717) — вождь клана с 1704 года, 13-й граф Эррол
- Мэри Хэй (? — 19 августа 1758 года) — женщина на посту вождя клана с 1717 года, 14-я графиня Эррол
- Джеймс Хэй (20 апреля 1726 года — 3 июля 1778 года) — вождь клана с 1758 года, 15-я граф Эррол
- Джордж Хэй (1767—1798) — вождь клана с 1778 года, 16-й граф Эррол
- Уильям Хэй (1772—1819) — вождь клана с 1798 года, 17-й граф Эррол
- Уильям Джордж Хэй (1801—1846) — вождь клана с 1819 года, 18-й граф Эррол
- Уильям Гарри Хэй (1823—1891) — вождь клана с 1846 года, 19-й граф Эррол
- Чарльз Гор Хэй (1852—1927) — вождь клана с 1891 года, 20-й граф Эррол
- Виктор Александр Серелд Хэй (1876—1928) — вождь клана с 1927 года, 21-й граф Эррол
- Джосслин Виктор Хэй (1901—1941) — вождь клана с 1928 года, 22-й граф Эррол
- Диана Дэнис Хэй (5 января 1926 года — 16 мая 1978 года) — на посту вождя клана с 1941 года, 23-я графиня Эррол
- Мерлин Серелд Виктор Гилбер Хэй (род. 20 апреля 1948 года) — вождь клана с 1978 года, 24-й граф Эррол.

### Септ Хэй из Кинфаунса
- Джордж Хэй (1571—1634) — вождь септа с 1627 года, 1-й лорд Хэй из Кинфаунса, 1-й виконт Дапплин, 1-й граф Кинньюл.
- Джордж Хэй (? — 1644) — вождь септа с 1634 года, 2-й граф Кинньюл
- Джордж Хэй (? — 1650) — вождь септа с 1644 года, 3-й граф Кинньюл
- Уильям Хэй (? — 1677), вождь септа с 1650 года, 4-й граф Кинньюл
- Джордж Хэй (? — 1687) — вождь септа с 1677 года, 5-й граф Кинньюл
- Уильям Хэй (? — 1709) — вождь септа с 1687 года, 6-й граф Кинньюл
- Томас Хэй (1660—1719) — вождь септа с 1709 года, 7-й граф Кинньюл
- Джордж Хэй (1689—1758) — вождь септа с 1719 года, 8-й граф Кинньюл
- Томас Хэй (1710—1787) — вождь септа с 1758 года, 9-й граф Кинньюл
- Роберт Хэй-Драммонд (1751—1804) — вождь септа с 1787 года, 10-й граф Кинньюл
- Томас Хэй-Драммонд (1785—1866) — вождь септа с 1804 года, 11-й граф Кинньюл
- Джордж Хэй-Драммонд (1827—1897) — вождь септа с 1866 года, 12-й граф Кинньюл
- Арчибальд Хэй (1855—1916) — вождь септа с 1897 года, 13-й граф Кинньюл
- Джордж Хэй (1902—1938) — вождь септа с 1916 года, 14-й граф Кинньюл
- Артур Уильям Джордж Патрик Хэй (1935—2013) — вождь септа с 1938 года, 15-й граф Кинньюл
- Чарльз Хэй (род. 1962) — вождь септа с 2013 года, 16-й граф Кинньюл.

### Замки клана Хэй
- Замок Делгати (шотл. — Delgatie Castle) — в Абердиншире, клан получил этот замок после 1314 года.
- Замок Слэйнс (шотл. — Slains Castle) — резиденция вождей клана. Есть старый замок Слэйнс и новый замок Слэйнс.
- Замок Дапплин (шотл. — Dupplin Castle), Перт
- Замок Дунс (шотл. — Duns Castle), Берикшир
- Замок Иншох (шотл. — Inshoch Castle), Нэрншир
- Замок Меггинч (шотл. — Megginch Castle), Пертшир
- Замок Нейдпат (шотл. — Neidpath Castle) — около Пиблза
- Замок Парк (шотл. — Park Castle), Галлоуэй, Шотландия
- Замок Йестер (шотл. — Yester Castle) — в Восточном Лотиане.

## Септы клана
Септы (Septs): Alderston, Ayer, Bagra, Beagrie, Conn (Aberdeenshire only), Constable, Delahaye, Delgaty, Du Plessis, Dupplin, Errol, Garrow, Geary, Gifford, Hayden, Haye, Hayes, Hayle, Haynes, Hays, Hayton, Hayward, Hey, Hye, Kinnoul, Laxfirth, Leask, Leith, Locherworth, Logie, Macara, MacGaradh, McKester, Peebles, Phillips (Aberdeenshire only), Slains, Turriff, Tweeddale, Yester, Zester.